# Josephine Earp

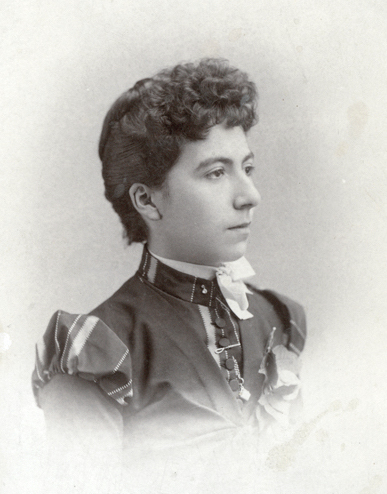
Josephine Earp (ca. 1881)

Josephine Sarah Earp (* 1861 in Brooklyn als Josephine Sarah Marcus; genannt Sadie oder Josie; † 19. Dezember 1944 in Los Angeles) war eine US-amerikanische Schauspielerin und Berufstänzerin deutsch-jüdischer Herkunft (der Familienname lautete ursprünglich Marcuse).
Bekannt wurde sie als langjährige Lebensgefährtin des Wildwest-Revolverhelden Wyatt Earp. Die beiden hatten sich 1881 in Tombstone/Arizona kennengelernt und blieben bis zu Wyatt Earps Tod im Jahr 1929 für 48 Jahre zusammen.
1976 veröffentlichte Glenn G. Boyer das Buch I Married Wyatt Earp: The Recollections of Josephine Sarah Marcus Earp bei University of Arizona Press als Memoire. Das Buch war ein Bestseller und galt als faktisch korrekt. 1994 stellte sich heraus, dass große Teile des Buchs gefälscht und frei erfunden waren. Selbst für die Zuschreibung des Bildes einer halbnackten Frau auf dem Umschlag, das angeblich Josephine Earp darstellen sollte, konnte Boyer keine Beweise vorlegen. Das Bild stellte sich als Ausschnitt einer Heliogravüre der ABC Novelty Company aus Brooklyn von 1914 heraus, das die Bildunterschrift Kaloma trägt. Die University of Arizona Press zog Boyers Buch 2000 aus dem Katalog zurück, und Boyer veröffentlichte es bei einem anderen Verlag.